# Riksväg 94, Norge
Riksväg 94 (norska: Riksvei 94) är en riksväg i Hammerfests kommun i Finnmark fylke i norra Norge som går mellan byn Skaidi och staden Hammerfest. Vägen är 63,7 kilometer lång och asfalterad. Den passerar bland annat genom tätorterna Kvalsund och Rypefjord.

## Anslutningar
Riksväg 94 ansluter till:
- Europaväg 6 (vid Skaidi)
- Fylkesväg 871 (vid Hammerfest)
- Fylkesväg 872 (vid Hammerfest)

## Bilder

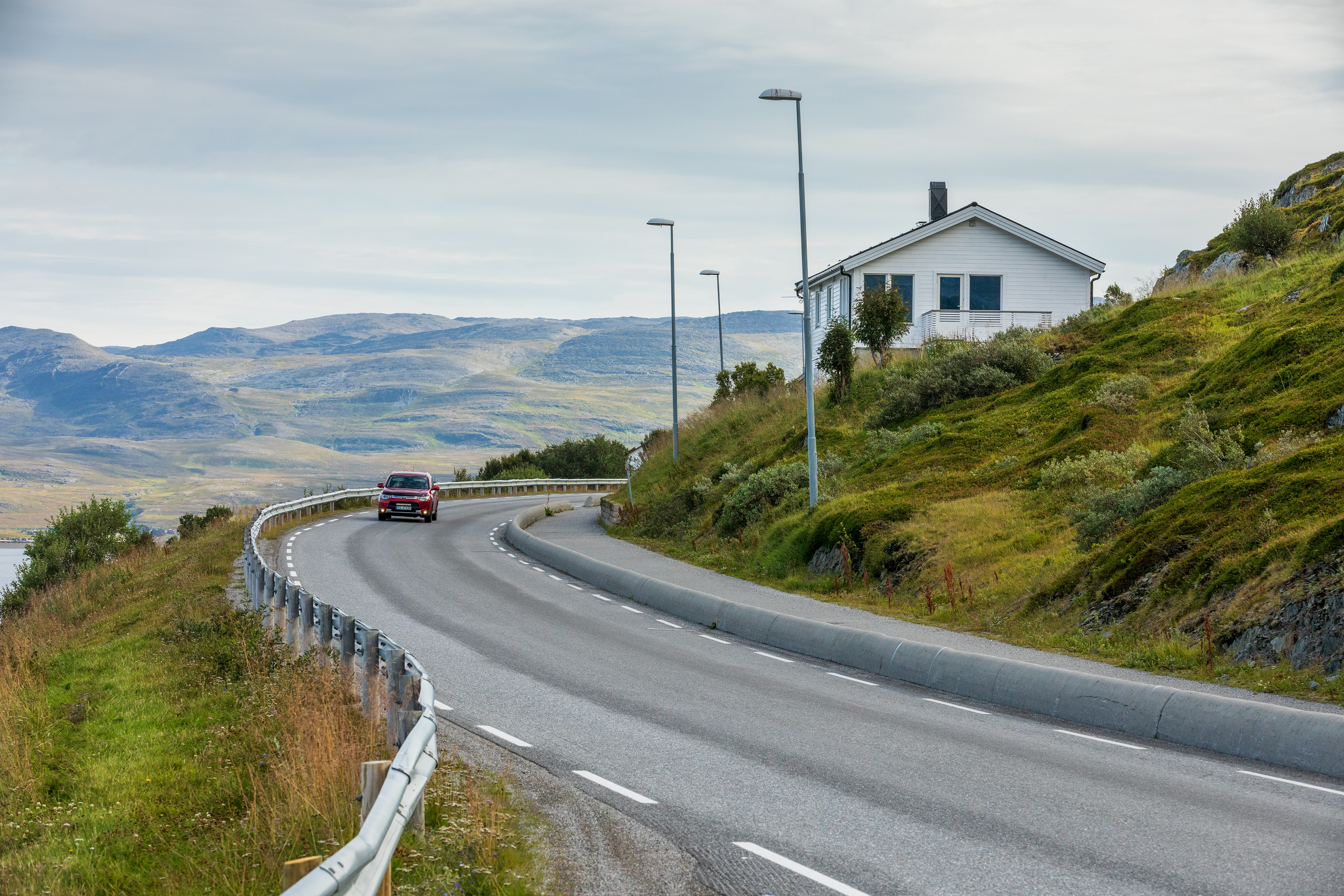
Riksväg 94 vid Halsen.
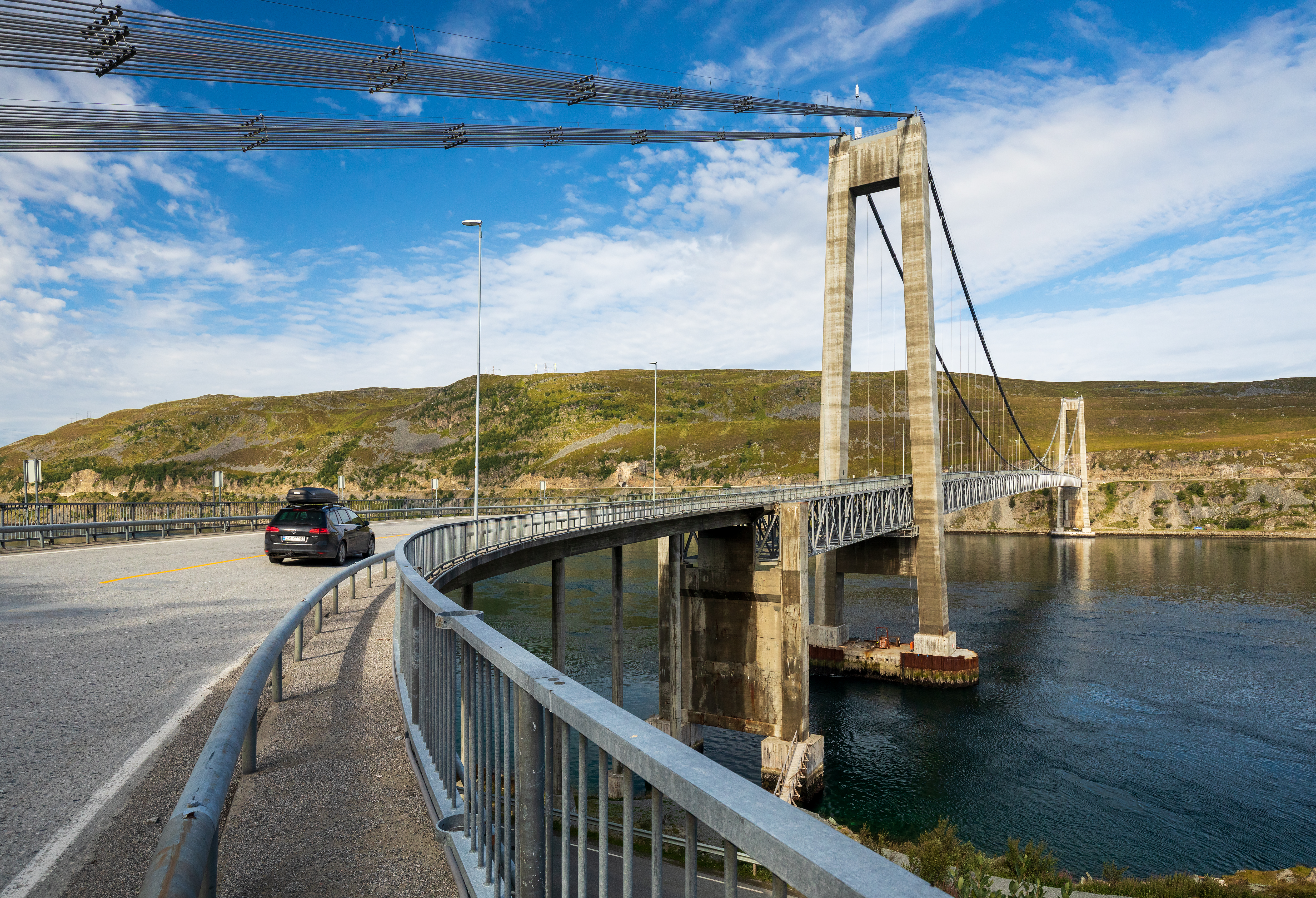
Riksväg 94 vid Kvalsundsbron.
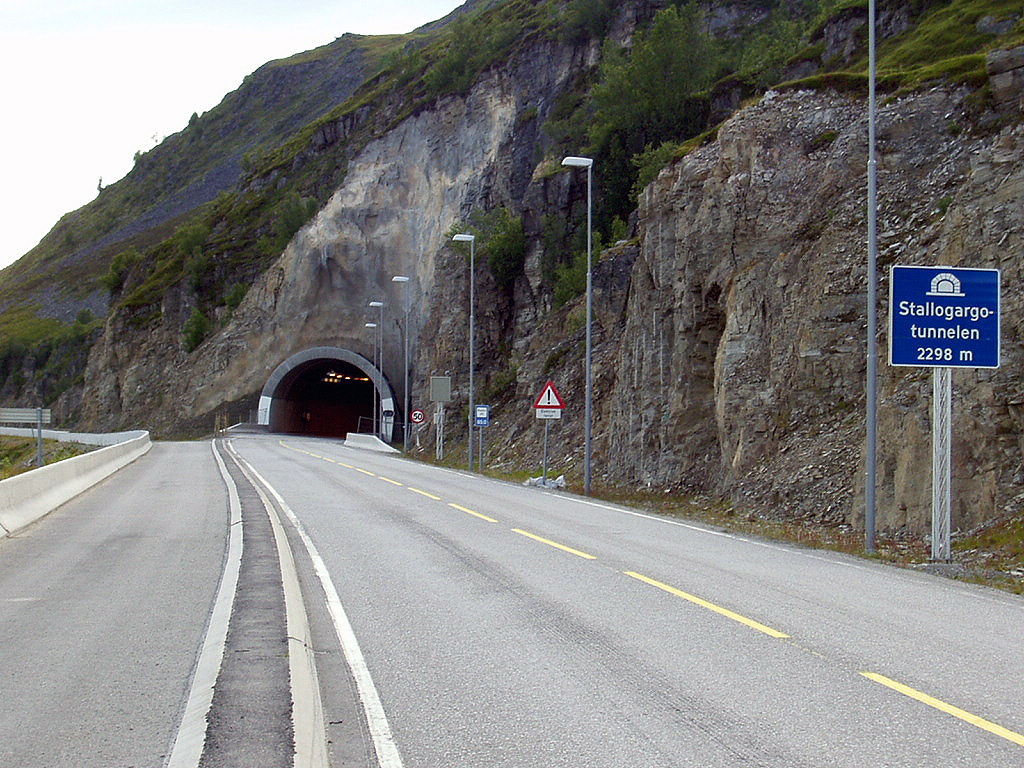
Riksväg 94 vid Stallogargotunneln.
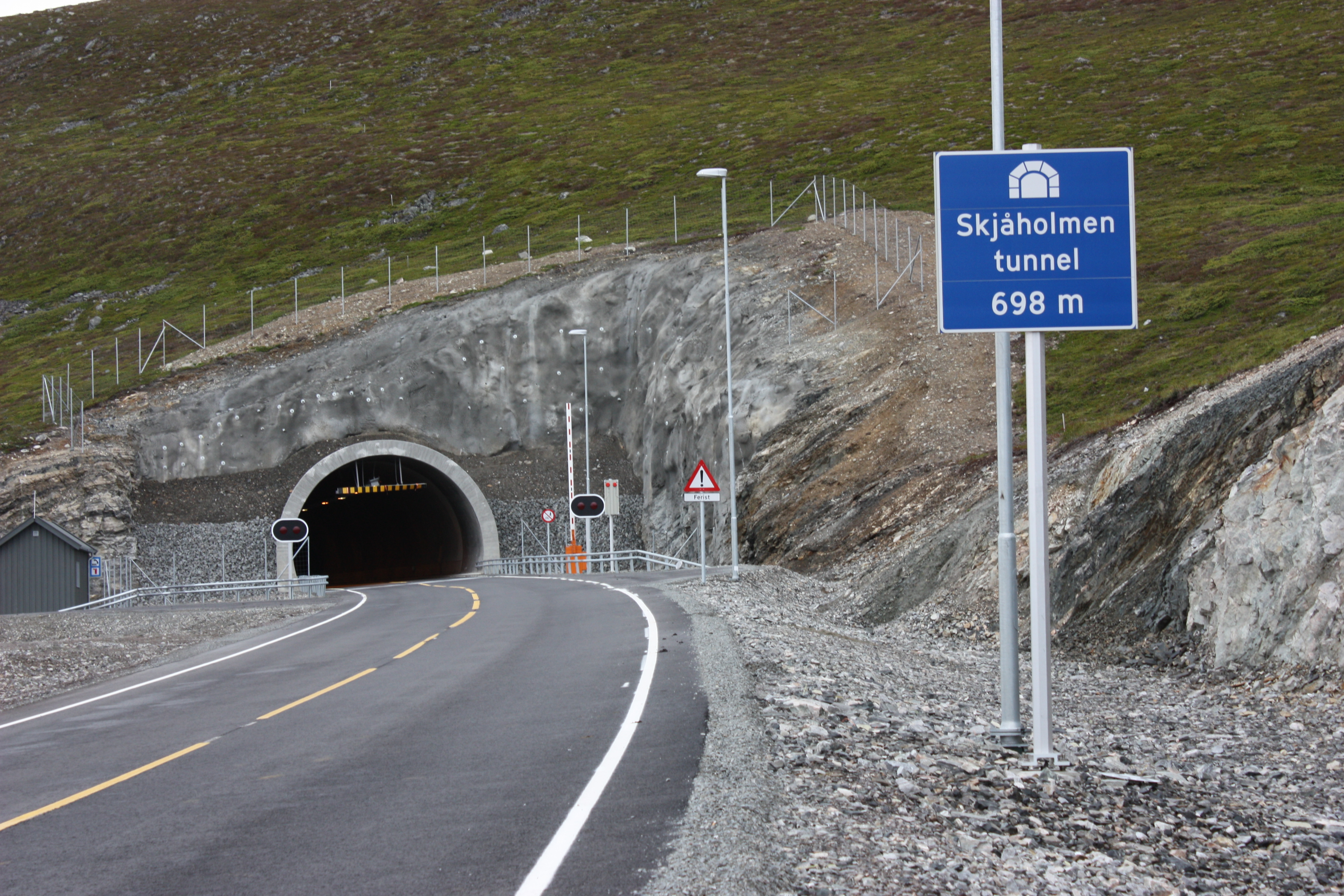
Riksväg 94 vid Skjåholmentunneln.